# Schaakbond van de Sovjet-Unie
De Schaakbond van de Sovjet-Unie  (Russisch : Шахматная федерация СССР) was de overkoepelende bond voor schaken in de Sovjet-Unie. De Sovjetschaakbond zetelde in Moskou.
De bond werd in 1924 opgericht en zetelde in Moskou. De Sovjetschaakbond was aangesloten bij de Fédération Internationale des Échecs (Wereldschaakbond).

## Organisatie
Het bestuur bestond uit een voorzitter, een vicevoorzitter, een secretaris en een penningmeester.
De voorzitter en de vicevoorzitter waren voor een ambtstermijn van 5 jaren gekozen. 

### Voorzitters
- Nikolaj Krylenko (1924-1938),
- Michail Botvinnik (1938-1939),
- Vladimir Herman (1939—1941 et 1945—1947),
- Boris Weinstein (1942—1945),
- Vladislav Vinogradov (1947—1949, 1952—1954 et 1961—1962),
- Michail Charlamov (1949—1952),
- Vladimir Alatortsev (1954—1961),
- Boris Rodionov (1962—1968),
- Aleksej Serov (1968—1969),
- Dmitri Postnikov (1969—1972),
- Joeri Averbach (1972—1977),
- Vitali Sevastjanov (1977—1986 et 1988—1989),
- Aleksandr Tsjikvaidze (1986—1988),
- Vladimir Popov (1989-1991).

## Sovjetschakers
- Michail Botvinnik (1911-1995), voorzitter van de Sovjetschaakbond (1938-1939), wereldkampioen in 1960
- Anatoli Karpov, wereldkampioen
- Garri Kasparov, wereldkampioen
- Viktor Batoerinski, vicevoorzitter van de Sovjetschaakbond